# Lottery
Lottery är ett digitalt album av rapparen Romeo. Det har alltså bara givits ut på internet.
Två singlar har släppts. Dessa är "U Can't Shine Like Me" och "Shine". Musikvideor har spelats in för båda låtarna.

## Låtlista
1. "U Can't Shine Like Me"
2. "Slow Down"
3. "Shine"
4. "Hood Star"
5. "Away"
6. "Letter"
7. "Lottery"
8. "Rome"
9. "So Long"
10. "Recipe"